# 284

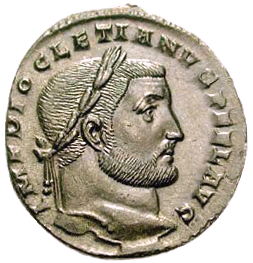
Keizer Diocletianus (244 - 311)

Het jaar 284 is het 84e jaar in de 3e eeuw volgens de christelijke jaartelling.

## Gebeurtenissen

### Romeinse Rijk
- Keizer Numerianus trekt met het Romeinse leger terug door Klein-Azië, onderweg krijgt hij een ontsteking aan zijn ogen en overlijdt in Bithynië (Turkije). Volgens de bronnen van zijn staf is hij vermoord en wordt zijn dode lichaam gevonden in een gesloten draagstoel.
- 20 november - Gaius Aurelius Valerius Diocletianus (r. 284 - 305) wordt in Nicomedia door zijn troepen uitgeroepen tot keizer. Hij voert hervormingen door in het Romeinse Rijk.
- Diocletianus reorganiseert het veldleger (600.000 man) in een mobiele strijdmacht en grenstroepen. Tijdens het dominaat wordt opnieuw de dienstplicht ingevoerd.

### Balkan
- Sabinus Julianus, Romeins usurpator, komt in opstand tegen keizer Carinus. Hij laat zichzelf in Pannonië uitroepen tot tegenkeizer en valt Noord-Italië binnen.

## Overleden
- Marcus Aurelius Numerianus (31), medekeizer van het Romeinse Rijk